# Turco (kommun)

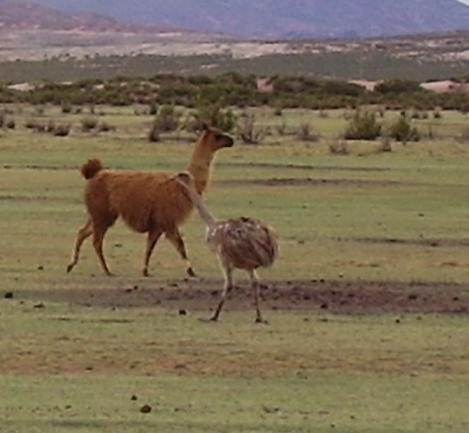
Turco

Turco är en kommun i den bolivianska provinsen Sajama i departementet Oruro. Den administrativa huvudorten är Turco.